# Pedro Rodrigues Filho
Pedro Rodrigues Filho, numit și Pedrinho Matador sau Micul Pedro, (n. 17 iunie 1954, Santa Rita do Sapucaí, Sabará, Brazilia – d. 5 martie 2023, Mogi das Cruzes, São Paulo, Brazilia) a fost un criminal în serie din Brazilia.
A fost unul dintre cei mai prolifici, având la activ moartea a cel puțin 71 de persoane.

## Biografie
A fost arestat în 1973, iar în 2003 a fost condamnat la 128 de ani de închisoare, deși sistemul judiciar brazilian interzice efectuarea a mai mult de 30 de ani de detenție.
În această perioadă, a ucis peste 30 din colegii de detenție, astfel că a pedeapsa i-a fost prelungită la 400 de ani.
Cu toate acestea, în 2007 a fost eliberat.
Activitatea sa infracțională începe de la 14 ani, când îl ucide pe viceprimarul orașului Alfenas, care îl concediase pe tatăl său din funcția de agent de pază la o școală, acuzat fiind de furt din bucătăria unității de învățământ.
Apoi ucide un alt agent de pază, care se pare că era adevăratul autor al furtului.
Se refugiază în orașul Mogi das Cruzes, unde comite o serie de spargeri și ucide un traficant de droguri.
Acolo o cunoaște pe Maria Aparecida Olympia, cu care locuiește o perioadă, aceasta fiind ucisă de membrii unei bande de răufăcători.
Drept răzbunare, Pedro ucide o parte din aceștia, apoi alte persoane în căutarea adevăratului ucigaș al Mariei.
Pedro își ucide și tatăl, tot ca răzbunare, deoarece acesta o ucisese pe mama sa cu lovituri de macetă.
După comiterea crimei, ia inima tatălui și mușcă din ea.
La 24 mai 1973, Pedro este arestat, dar în închisoare comite multe alte crime, ajungând să obțină 400 de ani de detenție.
Datorită sistemului de detenție din țară, este eliberat la 24 aprilie 2017, după 34 de ani de închisoare.
Pedro Rodrigues Filho este celebru nu numai pentru crimele comise, ci și pentru faptul că a promis uciderea altor persoane, printre care și un alt criminal în serie, Francisco de Assis Pereira.